# Tjelovek iz restorana
Tjelovek iz restorana (russisk: Человек из ресторана, da.: Manden fra restauranten) er en sovjetisk stumfilm fra 1927 instrueret af Jakov Protasanov.

## Medvirkende
- Mikhail Tjekhov som Skorokhodov
- Vera Malinovskaja som Natasja
- Ivan Koval-Samborskij som Sokolin
- Mikhail Narokov som Karasjov
- Stepan Kuznetsov
- Mikhail Sjarov som tjener